# Ruble soviètic
|  | Aquest article tracta sobre la moneda de l'antiga URSS. Vegeu-ne altres significats a «ruble». |

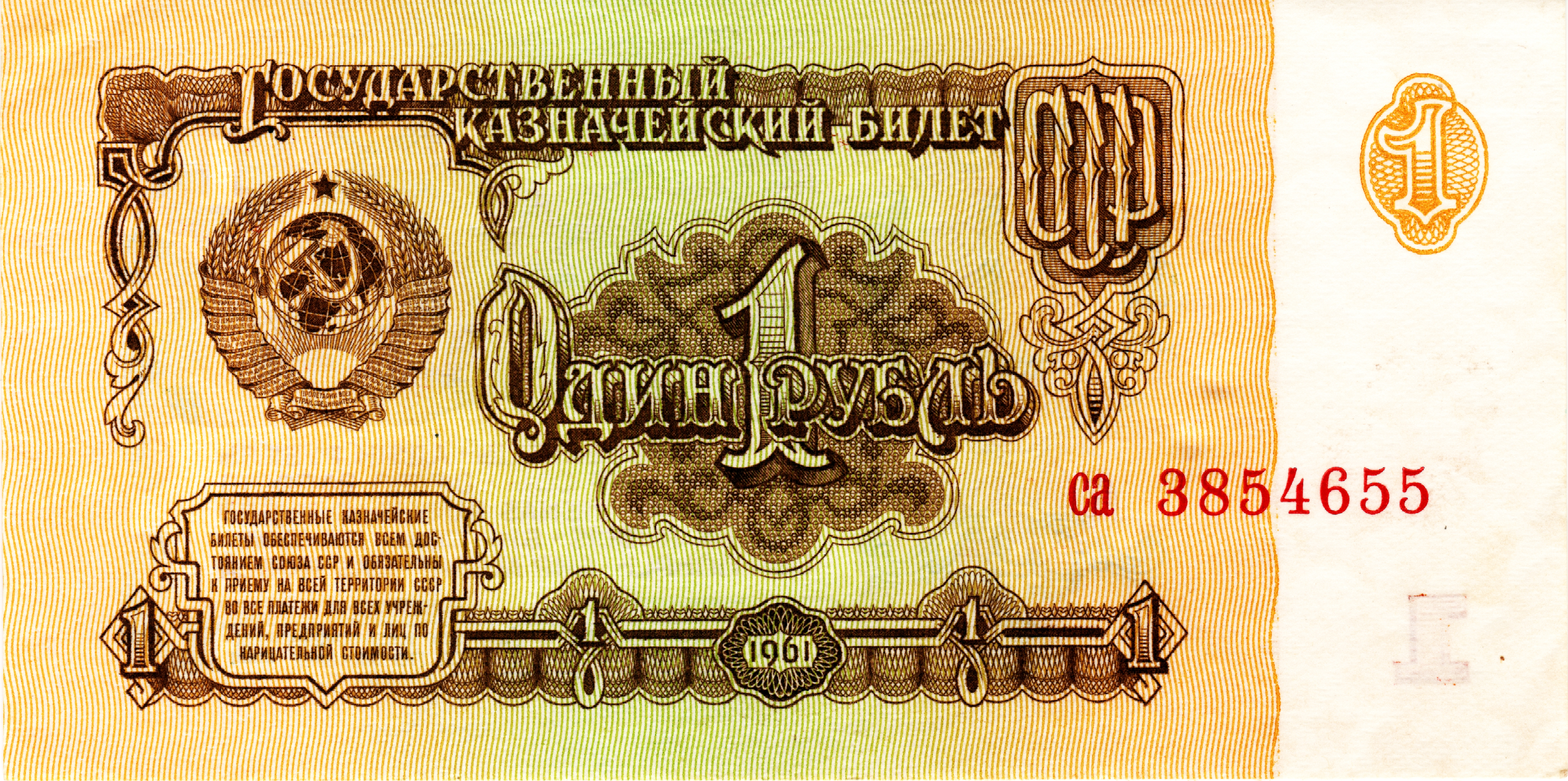
Anvers d'1 ruble de 1961

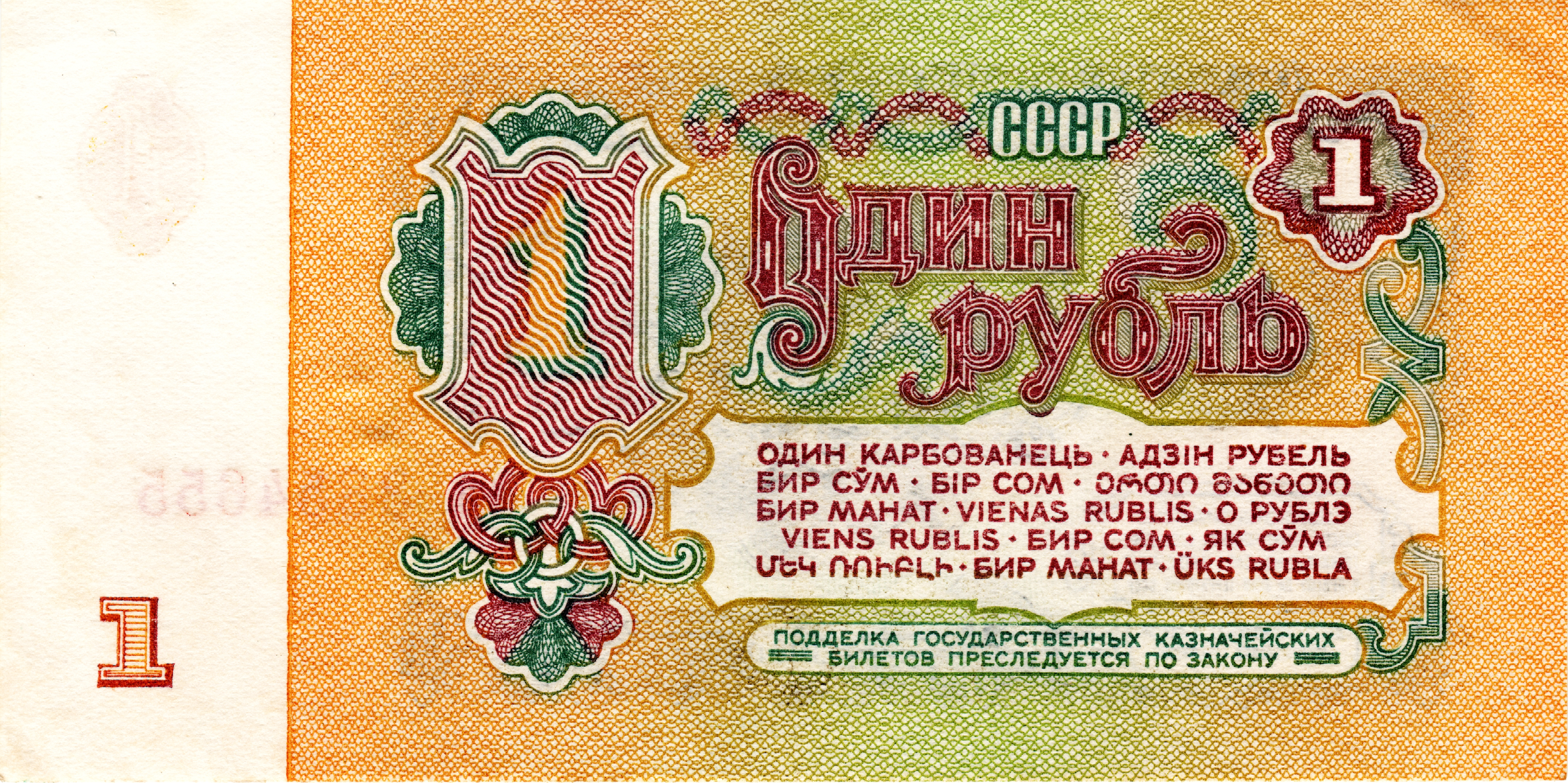
Bitllet d'1 ruble de 1961 on es pot llegir el nom del ruble en les diferents llengües de l'URSS

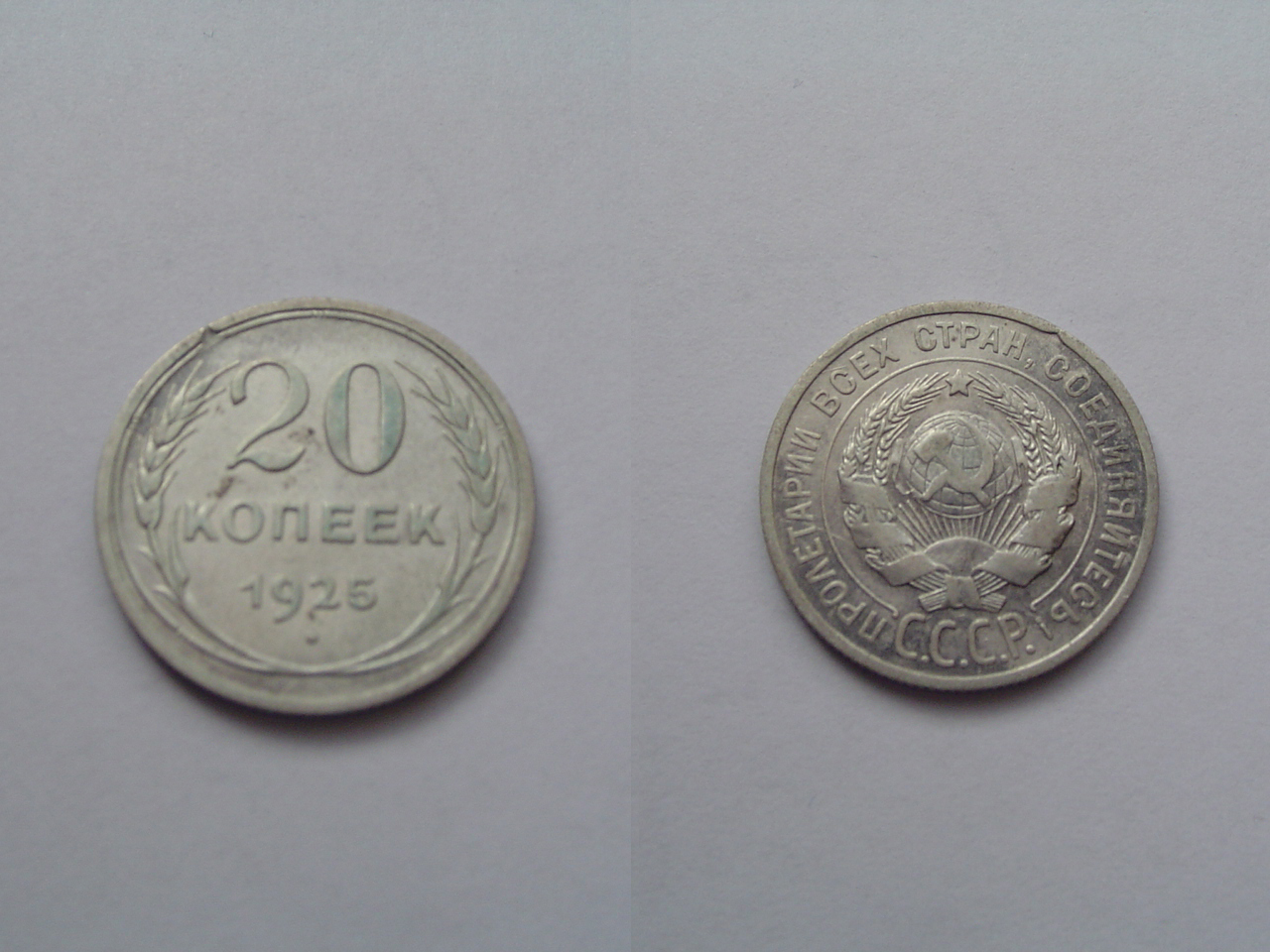
20 copecs de 1925

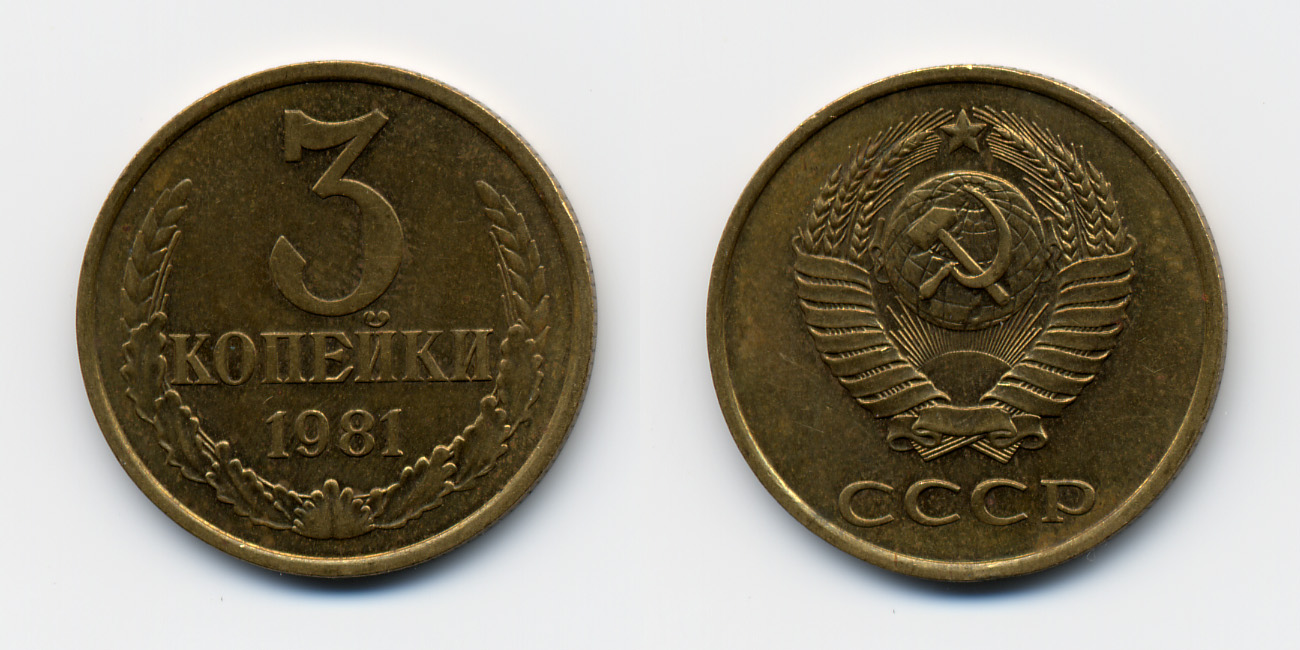
3 copecs de 1981

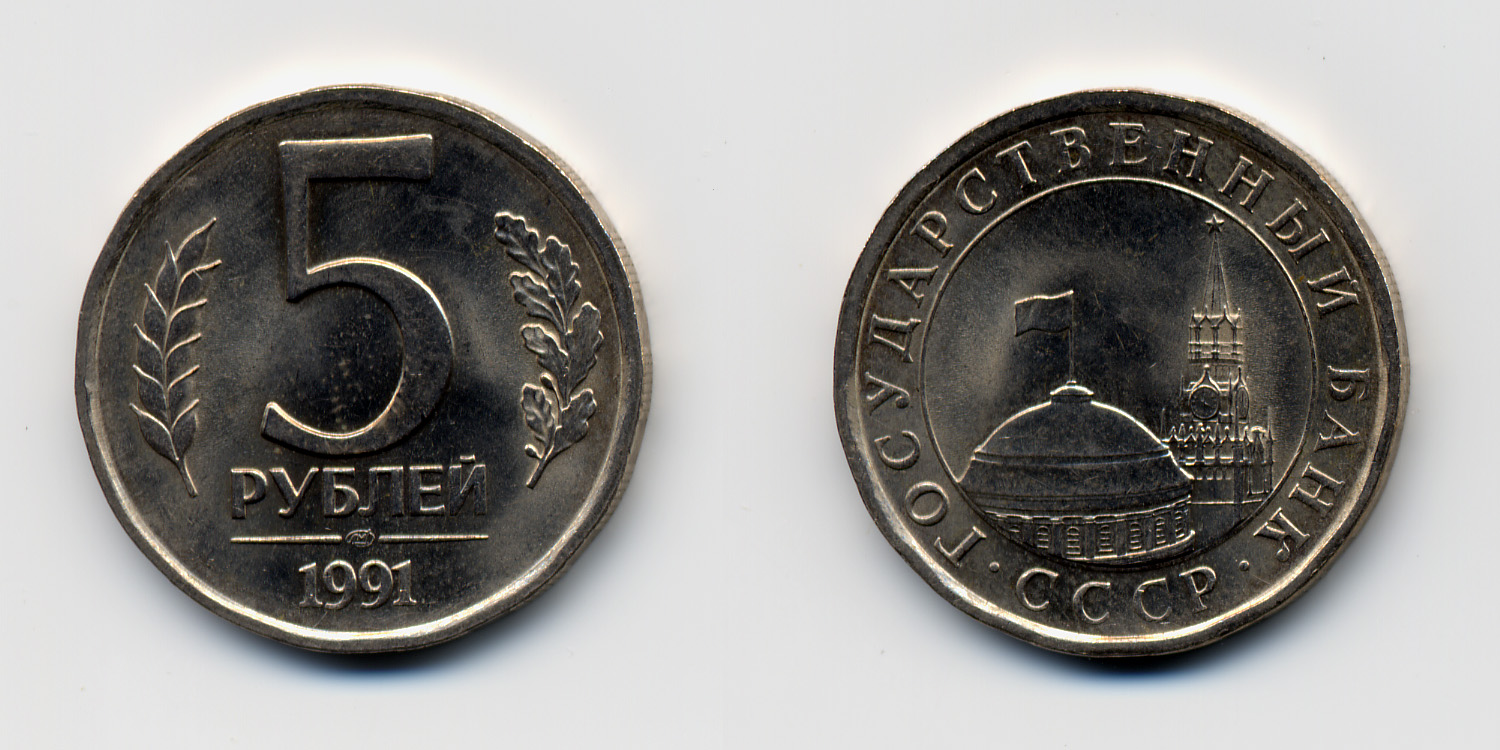
5 rubles de 1991

El ruble soviètic (en rus сове́тский рубль, transcrit sovetski rubl; o simplement рубль, rubl) fou la unitat monetària de la Unió Soviètica (1921-1991). Un ruble estava dividit, com en l'actualitat, en 100 copecs. El seu codi ISO 4217 era SUR. Va reemplaçar el ruble de l'Imperi Rus i fou substituït pel ruble de la Federació Russa i per les diverses monedes sorgides de les exrepúbliques soviètiques.
En la seva història hi va haver diversos rubles soviètics diferents, ja que tingueren lloc quatre revaluacions: els anys 1923 (segons una taxa de canvi de 100 antics rubles per un de nou), 1924 (50.000:1), 1947 (10:1) i 1961 (10:1).

## Un ruble multilingüe
Durant el període soviètic el ruble va tenir la seva pròpia denominació en les llengües oficials de la Unió. Tots els bitllets tenien imprès el seu valor en aquestes llengües. Aquest sistema també és present en l'actual ruble rus. Per exemple, en tàtar, ruble i copec s'anomenen sum i tien. Els noms actuals de moltes de les monedes de les repúbliques centreasiàtiques reprenen el nom del ruble en les llengües pròpies.
El nom del ruble en les llengües oficials de les 15 repúbliques soviètiques és el següent:
| Llengua  | Ruble (idioma local) | Copec (idioma local) | Ruble (transcripció) | Copec (transcripció) |
| -------- | -------------------- | -------------------- | -------------------- | -------------------- |
| Armeni   | ռուբլի               | կոպեկ                | roubli               | kopek                |
| Àzeri    | манат                | гəпик                | manat                | qəpik                |
| Belarús  | рубель               | капейка              | rúbiel               | kapeika              |
| Estonià  | rubla                | kopikas              | —                    | —                    |
| Georgià  | მანეთი               |                      | manati               |                      |
| Kazakh   | сом                  | тиын                 | som                  | tiyn                 |
| Kirguís  | сом                  | тыйн                 | som                  | tyin                 |
| Letó     | rublis               | kapeika              | —                    | —                    |
| Lituà    | rublis               | kapeika              | —                    | —                    |
| Moldau   | рублэ                | копейкэ              | rublă                | copeică              |
| Rus      | рубль                | копейка              | rubl                 | kopeika              |
| Tadjik   | сўм                  |                      | so'm                 |                      |
| Turcman  | манат                |                      | manat                |                      |
| Ucraïnès | карбованець          | копійка              | karbóvanets          | kopiika              |
| Uzbek    | сўм                  | тийин                | so'm                 | tiyin                |

Cal notar que l'escriptura per a l'uzbek, l'àzeri, el moldau i el turcman ha canviat de l'alfabet ciríl·lic al llatí després de la desintegració de la Unió Soviètica.

## Monedes substitutòries del ruble soviètic
Poc temps després de la desintegració de l'URSS el 1991, els nous estats independents sorgits de les antigues repúbliques soviètiques van adoptar les seves pròpies monedes. La major part de les noves economies eren molt febles i des d'aleshores totes aquestes monedes han sofert reformes significatives que han comportat fins i tot canvis de denominació i de valor. Per a més detall sobre cadascuna d'aquestes monedes, vegeu els articles corresponents.
| Estat                            | Nova moneda         | Taxa de canvi respecte al ruble           | Data d'adopció                             | Obligat a adoptar l'euro |
| -------------------------------- | ------------------- | ----------------------------------------- | ------------------------------------------ | ------------------------ |
| Armènia                          | dram                | 200                                       | 22 de novembre de 1993                     | no                       |
| Azerbaidjan                      | manat               | 10 rubles soviètics 5.000 antics manats   | 15 d'agost de 1992 1 de gener de 2006      | no                       |
| Belarús                          | ruble               | 10 rubles soviètics 1.000 antics rubles   | maig de 1992 2000                          | no                       |
| Estònia                          | corona              | 10                                        | 20 de juny de 1992                         | sí                       |
| Geòrgia                          | cupó de lari lari   | 1 ruble soviètic 1.000.000 cupons de lari | 5 d'abril de 1993 2 d'octubre de 1995      | no                       |
| Kazakhstan                       | tenge               | 500                                       | 15 de novembre de 1993                     | no                       |
| Kirguizstan                      | som                 | 200                                       | 10 de maig de 1993                         | no                       |
| Letònia                          | ruble lats          | 1 ruble soviètic 200 rubles               | 7 de maig de 1992 1993                     | sí                       |
| Lituània                         | talonas litas       | 1 ruble soviètic 100 talonai              | agost de 1991 25 de juny de 1993           | sí                       |
| Moldàvia, excepte Transnístria ¹ | cupó leu            | 1 ruble soviètic 1.000 cupons             | 1992 29 de novembre de 1993                | no                       |
| Rússia                           | ruble               | 1 ruble soviètic 1.000 antics rubles      | 1992 1 de gener de 1998                    | no                       |
| Tadjikistan                      | ruble somoni        | 100 rubles soviètics 1.000 rubles         | 10 de maig de 1995 30 d'octubre de 2000    | no                       |
| Transnístria                     | ruble               | 1 ruble soviètic 1.000.000 antics rubles  | 1994 2000                                  | no                       |
| Turkmenistan                     | manat               | 500                                       | 1 de novembre de 1993                      | no                       |
| Ucraïna                          | karbóvanets hrívnia | 1 ruble soviètic 100.000 karbóvantsiv     | 10 de gener de 1992 2 de setembre de 1996  | no                       |
| Uzbekistan                       | som                 | 1 ruble soviètic 1.000 antics som         | 15 de novembre de 1993 1 de juliol de 1994 | no                       |